# Cyclolabus carolinensis
Cyclolabus carolinensis är en stekelart som beskrevs av Heinrich 1962. Cyclolabus carolinensis ingår i släktet Cyclolabus och familjen brokparasitsteklar. Inga underarter finns listade i Catalogue of Life.